# Ansgar Wucherpfennig
Ansgar Wucherpfennig SJ (* 5. November 1965 in Hannover) ist deutscher römisch-katholischer Priester, Theologe und Neutestamentler.

## Leben
Ansgar Wucherpfennig besuchte bis 1985 ein altsprachliches Gymnasium in seiner Geburtsstadt Hannover und studierte dann von 1986 bis 1991 Philosophie und Katholische Theologie an der Philosophisch-Theologischen Hochschule Sankt Georgen in Frankfurt am Main und der Eberhard Karls Universität in Tübingen. Das Noviziat des Jesuitenordens in Münster absolvierte er von 1991 bis 1993. 1993/94 war er am Canisius-Kolleg Berlin in der Jugendarbeit und Religionsunterricht tätig.
Nach einem Lizenziatsstudium in Bibelwissenschaften am Päpstlichen Bibelinstitut in Rom empfing er 1997 die Priesterweihe. Nach dem Doktoratsstudium von 1996 bis 2001 an der Julius-Maximilians-Universität Würzburg wurde er mit der Dissertation „Heracleon Philologus. Gnostische Johannesexegese im zweiten Jahrhundert“ zum Dr. theol. promoviert. Von 2002 bis 2004 hatte er einen Lehrauftrag für die Exegese des Neuen Testaments an der PTH Sankt Georgen in Frankfurt inne, wo er von 2004 bis 2008 als Dozent für das Fach Einleitung und Exegese des Neuen Testaments lehrte. Als Gastdozent hielt er 2006 am Päpstlichen Bibelinstitut in Rom die Vorlesung Reading Matthew 1–2 within its Old Testament and Contemporary Jewish Background. Von 2004 bis 2007 habilitierte er sich an der Johannes Gutenberg-Universität Mainz.
2008 erhielt er einen Ruf auf die Professur für Exegese des Neuen Testaments an der Philosophisch-Theologischen Hochschule Sankt Georgen in Frankfurt. Als Gastdozent 2009 hielt er am Päpstlichen Bibelinstitut in Rom die Vorlesung Davide e Gesù: L’uso dei Salmi nel Vangelo di Giovanni.
Von 2014 bis 2020 leitete er als Rektor die PTH Sankt Georgen. Im Februar 2018 wurde Wucherpfennig für eine dritte zweijährige Amtszeit wiedergewählt. Im Oktober des Jahres wurde bekannt, dass die Bildungskongregation der Römischen Kurie ihm die Genehmigung (‚Nihil obstat‘) verweigerte, diese Amtszeit am 1. Oktober 2018 anzutreten. Sie verlangte einen öffentlichen Widerruf bestimmter Positionen zur Homosexualität, zur Segnung gleichgeschlechtlicher Paare und zum Frauendiakonat. Der Anlass war ein Interview, das Wucherpfennig bereits im Oktober 2016 der Frankfurter Neuen Presse (FNP) gegeben hatte. Der Bischof von Limburg Georg Bätzing und Provinzial Johannes Siebner befürworteten eine weitere Amtszeit. Der Frankfurter Stadtdekan Johannes zu Eltz und der Kirchenrechtler Thomas Schüller äußerten Unverständnis über das Agieren Roms. Neben verschiedenen anderen akademischen Institutionen veröffentlichten der Katholisch-Theologische Fakultätentag, die Arbeitsgemeinschaften für Katholische Theologie, die Deutsche Sektion der Europäischen Gesellschaft für Katholische Theologie und das Forum katholischer Theologinnen eine gemeinsame Erklärung zur Causa Wucherpfennig. Im November 2018 wurde bekannt, dass der Vatikan Wucherpfennig das ‚Nihil obstat‘ erteilt hatte und dieser daher weiter als Rektor der Hochschule wirken konnte. Dieses Amt endete im September 2020, nachdem er auf eine erneute Kandidatur verzichtet hatte.
Mit acht weiteren Persönlichkeiten – Theologen und bekannten Katholiken – richtete er einen Offenen Brief an Kardinal Reinhard Marx, der am 3. Februar 2019 in der Frankfurter Allgemeinen Sonntagszeitung veröffentlicht wurde. Die Unterzeichner forderten einen „Neustart mit der Sexualmoral“ mit einer „verständigen und gerechten Bewertung von Homosexualität“, „echte Gewaltenteilung“ in der Kirche und den Abbau der Überhöhungen des Weiheamtes und seine Öffnung für Frauen. Sie appellierten an die Deutsche Bischofskonferenz, Diözesanpriestern die Wahl ihrer Lebensform freizustellen, „damit der Zölibat wieder glaubwürdig auf das Himmelreich verweisen kann“.

## Wirken
Wucherpfennig engagierte sich bei der Revision der Einheitsübersetzung im Auftrag der Deutschen Bischofskonferenz. Er ist Mitherausgeber der Frankfurter Theologischen Studien, Mitglied der Arbeitsgemeinschaft katholischer Neutestamentler (AKN), der Arbeitsgemeinschaft für Theologie und Spiritualität (AGTS), der Society of Biblical Literature (SBL) und der Studiorum Novi Testamenti Societas (SNTS).

## Schriften (Auswahl)
- Heracleon Philologus. Gnostische Johannesexegese im zweiten Jahrhundert (= Wissenschaftliche Untersuchungen zum Neuen Testament. Band 142). Mohr-Siebeck, Tübingen 2002, ISBN 3-16-147658-1 (zugleich Dissertation, Würzburg 2001).
- Abraham hat gewünscht, meinen Tag zu sehen (Joh 8,56). Das Opfer Abrahams und die Geburt Christi in einer Predigt Ephräms des Syrers (= Edition Cardo. Band 109). Koinonia Oriens, Köln 2004, ISBN 3-936835-18-7.
- Josef der Gerechte. Eine exegetische Untersuchung zu Matthäus 1–2 (= Herders Biblische Studien. Band 55). Herder, Freiburg 2008, ISBN 978-3-451-29885-1 (zugleich Habilitationsschrift, Mainz 2008).
- Sexualität bei Paulus. Herder, Freiburg im Breisgau 2020, ISBN 978-3-451-38689-3
- mit Veit Neumann: Dantes Göttliche Komödie und die Spiritualität (= Spirituelle Theologie. Band 3). Echter Verlag, Würzburg 2012, ISBN 978-3-429-04653-8.
- Wie hat Jesus Eucharistie gewollt?: Ein Blick zurück nach vorn. Patmos, Ostfildern 2021,  ISBN 978-3-8436-1302-6